# Les Moutiers-Hubert

Les Moutiers-Hubert este o comună în departamentul Calvados, Franța. În 1 ianuarie 2018 avea o populație de 39 de locuitori.